# Kajetan Łączyński
Kajetan Joachim Łączyński (ur. 22 października 1770 w Szynowie koło Olsztyna, zm. 1 maja 1837 w Lidzbarku Warmińskim) – ksiądz katolicki, matematyk, fizyk, profesor Liceum Hosianum w Braniewie.

## Życiorys
Był synem polskiego szlachcica, właściciela dóbr w Szynowie. Studiował w Warszawie, święcenia otrzymał w 1794 r. Przez pewien czas był proboszczem w Lidzbarku Warmińskim. 
Napisał kilka prac i podręczników z zakresu aeronautyki, magnetyzmu i matematyki, które były tłumaczone na angielski i francuski. W roku 1820 został profesorem matematyki w Liceum Hozjanum w Braniewie, gdzie uczył także przyrody. W roku 1833 opracował prototyp pierwszego sterowca napędzanego siłą ludzkich mięśni.